# Emblema dell'Iran
L'emblema dell'Iran è il simbolo ufficiale del paese, disegnato da Hamid Nadimi e adottato il 9 maggio 1980. Consiste in una stilizzazione della parola Allah in alfabeto arabo-persiano. Il simbolo è costituito da quattro mezzelune e una spada, costituendo cinque elementi che rimandano ai pilastri della religione islamica. Al di sopra della spada si trova una shadda, la cui forma ricorda un tulipano, fiore simbolo dei martiri nazionali, coloro che sono morti per il paese.

## Stemmi storici

Emblema della Persia (1423–1907)
Stemma della Persia (1907–1925)
Emblema dello Shahbanou dell'Iran (1971-1979)
Emblema del principe ereditario dell'Iran (1971-1979)
Emblema dell'Iran (30 gennaio 1980-9 maggio 1980)
Emblema attuale (1980-oggi)